# 星影のステラ
『星影のステラ』（ほしかげのステラ、原題：Stella by Starlight）は、ヴィクター・ヤングが、1944年の映画『呪いの家』（配給：パラマウント映画）のために作曲したジャズ・スタンダードである。原曲は歌詞のないインストゥルメンタルであるが、1946年にネッド・ワシントンが歌詞をつけた。詞には題名である“Stella by Starlight”が歌い込まれているが、曲の最初や最後ではなく、全体の4分の3あたりの位置に入っている。

## カバーなど
『星影のステラ』は、もっとも有名なジャズ・スタンダードナンバーの一つであり、jazzstandards.comでは10位にランクインしている。1947年5月にハリー・ジェームズとその楽団が演奏した際、このバージョンはポップ・チャートで21位を記録した。2ヵ月後、フランク・シナトラ&アクセル・ストーダル楽団が演奏したバージョンも21を記録した。1952年1月、チャーリー・パーカーがアルト・サックスを用いて収録を行った。その後もスタン・ゲッツが1952年12月にテナー・サックス・バージョンを演奏した。バド・パウエルがピアノ版を発表しただけでなく、スタン・ケントンがトロンボーン奏者であるジョージ・ロバーツを迎えたビッグバンドでカバーした。インストゥルメンタル版は、マイルス・デイヴィスが『1958マイルス』でカバーしたほか、アール・グラントやデクスター・ゴードンといったアーティストもカバーした。また、歌詞のあるバージョンはビリー・エクスタイン、ディック・ハイムズ、レイ・チャールズ、ヘレン・レディ、トニー・ベネット、エラ・フィッツジェラルドなどがカバーした。

## 「呪いの家」での使用
この楽曲が『呪いの家』で用いられた際、演奏したのはヴィクター・ヤング楽団だった。この楽曲は本編中の重要な場面、メインキャラクターのロッド（レイ・ミランド）がステラ（ゲイル・ラッセル）にセレナーデを演奏している場面で用いられている。

### 他作品での使用
- 『底抜け大学教授』（1963年）：ジェリー・ルイスがステラ・スティーヴンスに歌いかける。なお、この際用いられているバージョンはオリジナル・バージョンのテンポを上げてある。
- 『サブリナ』（1995年版）："The Party Sequence"の一環として
- 『カジノ』（1995年）：ロバート・デ・ニーロ、シャロン・ストーン主演。レイ・チャールズ版使用。
- Bajo las estrellas（2007年）：Enrique Morente歌唱によるフラメンコ・アレンジが用いられた。アルベルト・サン・フアン、Emma Suárez主演。